# DX Близнецов
DX Близнецов (лат. DX Geminorum) — двойная звезда в созвездии Близнецов на расстоянии приблизительно 9 670 световых лет (около 2 965 парсек) от Солнца. Видимая звёздная величина звезды — от +10,92m до +10,53m. Возраст звезды определён как около 139 млн лет.

## Характеристики
Первый компонент — жёлто-белая пульсирующая переменная звезда, классическая цефеида (DCEPS) спектрального класса G-F. Масса — около 6,352 солнечных, радиус — около 48,293 солнечных, светимость — около 2435,3 солнечных. Эффективная температура — около 6000 К.
Второй компонент — оранжевый карлик спектрального класса K. Масса — около 794,83 юпитерианских (0,7587 солнечных). Удалён в среднем на 2,77 а.е..